# 泉州裔臺灣人
泉州裔臺灣人是臺灣閩南裔族群的最大群體，父系祖籍位於福建泉州府（今泉州市、廈門市、金門縣等地），母語為閩南方言泉州話。泉州裔人可再細分為三邑裔、同安裔與安溪裔等子群體。

## 歷史

### 移民
泉州港曾是世界數一數二的大商港，泉州人善於航海與經商；泉州人的首次臺灣移民潮可追溯至閩南武裝海商領袖鄭芝龍以「三金一牛」獎勵並招募墾民。隨後，鄭芝龍之子鄭成功為首的明鄭政權驅逐荷蘭人控制臺灣，部份泉州人跨海投奔，是為第二波移民潮。第三波移民潮是清治乾隆四十九年（1784年）開放泉州晉江的蚶江港與鹿港對渡，五十七年（1792年）再開放蚶江港及福州五虎門與北臺灣的八里坌（今日新北市八里區）對渡，這是人數最多的一波漢人移民潮，在此波移民開墾下，奠定了北臺灣商業貿易與經濟發展地位。

### 發展
泉州裔人多居住於沿海城市或農村，掌握濱海的港口要地。三邑與同安裔人均擅長航海經商，從事工商業者眾多，著名的一府二鹿三艋舺以及滬尾與大稻埕等均由三邑或同安裔人所闢建。清治時期的郊商即多數由三邑裔人組成，一般稱為「泉郊」，掌握當時臺灣對外的經濟命脈；然而，也有同安裔人組成的廈郊。泉郊與廈郊雖同為泉州裔，但也曾因地域商業利益而發生械鬥，如艋舺的頂下郊拚。至於安溪裔人則因為安溪人較晚來臺，且原鄉安溪多山，多務茶業，對於臺灣茶業發展有深遠影響，安溪移民集中於大台北地區，對於台北的開拓，安溪移民居功厥偉，如東門周家、瑞芳李家等。
| 府州／居民（千人） | 泉州府 1,681.4 | 泉州府 1,681.4 | 泉州府 1,681.4 | 永春直隸州 20.5 |
| 地區／居民（千人） | 安溪 441.6     | 同安 553.1     | 三邑 686.7     | 永春直隸州 20.5 |
| 比率               | 44.8%          | 44.8%          | 44.8%          | 0.5%            |

## 文化與信仰

### 音樂與戲劇
- 南管
- 車鼓弄
- 梨園戲
- 高甲戲
- 布袋戲

### 族群信仰
泉州移民渡海至臺灣開墾時，把家鄉神祇信仰一併帶到臺灣，迄今仍延續鼎盛的香火。

#### 三邑裔
泉州府三邑籍移民：
- 觀世音菩薩（不分地域的共同信仰）：晉江安海人視為鄉土神。
  - 臺北三大龍山寺：艋舺龍山寺、滬尾龍山寺、林口龍山寺，皆分靈自晉江龍山寺。
- 武惠尊王（俗稱紅祖公，源自晉江青陽）
- 石獅城隍（源自晉江石獅）
- 青山靈安尊王（源自惠安）
- 保安廣澤尊王（源自南安）

#### 同安裔
泉州府同安籍移民：
- 保生大帝
- 霞海城隍（源自霞城）
- 蘇府王爺（源自金門）

#### 安溪裔
泉州府安溪籍、永春直隸州移民：
- 清水祖師
- 顯應祖師
- 三代祖師
- 董公祖師
- 安溪城隍
- 法主公
- 雙忠尊王（尪公）

### 語言
閩南裔泉州移民主要居住在中南部沿海地區、臺北盆地、新竹市和澎湖縣；臺灣話鹿港腔的發音與泉州話府城腔高度一致，臺灣話第二優勢腔為偏泉州話腔調，近似泉州同安話。
北臺灣優勢腔調為臺灣話偏泉混合腔，在日本時代曾經是臺灣第一優勢腔，為臺日大辭典收錄之標準腔調。隨著國民政府禁說方言政策影響，現今臺北腔成為繼高雄腔（偏漳混合腔）後的第二優勢腔。

## 名人
- 鄭克塽
- 蔡培火
- 辜顯榮
- 陳中和
- 李天祿
- 陳錫煌
- 戴炎輝
- 龔天降
- 王永慶
- 陳映真
- 基隆顏家
- 鹿港辜家
- 高雄陳家（陳啟川）

## 外部連結
- 泉州人 （页面存档备份，存于）